# 桑原羊次郎
桑原 羊次郎（くわばら ようじろう、慶応4年4月18日（1868年5月10日） - 昭和30年（1955年）7月21日）は、明治後期から昭和前期にかけての美術工芸研究家、社会事業家、政治家（衆議院議員）。号は双蛙（そうあ）。
肉筆浮世絵コレクター、装剣金工研究家として知られる。1910年の日英博覧会では日本美術部門委員を務めた。

## 経歴
慶応4年4月18日（1868年5月10日）、代々松江藩両替商を務めた「桑屋太助」本家の6代目・愛三郎の次男（第4子）として生まれた。明治9年（1876年）より内村友輔（鱸香）の私塾「相長舎」に通う。明治14年（1881年）5月、本町小学校上等科を卒業し、同年9月に松江中学校へ入学した。在籍当時の松江中学校長は渡辺譲で、初等中学科での同級生には桂田猪熊・林玉之助・小倉寛一郎・成相伴之丞・森田龍次郎がいた。
明治18年（1885年）7月に中学を卒業した後、上京して神田錦町に新設された英吉利法律学校に入学する。在籍当時の校長は創立者の一人である増島六一郎で、講師には菊池武夫・岡村輝彦・奥田義人・土方寧・平沼騏一郎・馬場愿治らがいた。また、後に外務大臣となる小村寿太郎が「英国法律」を講義していた。明治22年（1889年）9月、英語法学科の第1期生として特別認可部を卒業した。
明治22年（1889年）、桑原本家7代目を継いでいた兄・猪太郎が27歳で病死したため、急遽松江に帰郷して本家8代目の家督を相続することになった。翌明治23年（1890年）、佐々木佐吉郎・諏訪部彦次郎らとともに私立松江法律学校を殿町に創立し、支持を仰いだ岡崎運兵衛が名誉校長に、羊次郎が校主兼講師となったが、明治24年（1891年）、羊次郎が渡米の意志を持って再び上京すると、同校はこの留守中に廃校となった。
明治24年（1891年）、上京した羊次郎は菊池武夫、小村寿太郎宅を訪問し、アメリカ留学について助言を得た。同年10月、横浜港から出発して渡米し、ミシガン大学では同校卒業生並の待遇で大学院に入学、明治25年（1892年）6月「マスター・オブ・ロース」（Master of Laws：法学修士）の学位を得た。
再び松江に帰郷し、明治27年（1894年）8月、松江商業会議所の特別会員に当選した。明治28年（1895年）10月、織原万次郎・山本誠兵衛・清原宗太郎とともに松江電灯株式会社発電所を殿町に設立。明治29年（1896年）1月には松江銀行監査役に当選、明治31年（1898年）1月同行取締役に就任した。
大正6年（1917年）4月に、第13回衆議院議員総選挙で島根県松江市から選出された岡崎運兵衛が、大正8年（1919年）12月に死去したことに伴い、大正9年（1920年）1月に行われた補欠選挙で当選して衆議院議員となり、憲政会に所属して1期在任した。
以降、小泉八雲記念館、私立松江図書館（現島根県立図書館）、中央大学島根学員会の創設に携わる。
昭和30年（1955年）逝去。旧蔵書や自著からなる「桑原文庫」が島根大学附属図書館にある。

## 著作
- 『装剣金工談』品川仁三郎、1904年
- 『彫金家年表』日本美術社、1909年
- A Description of "Ukiyo-Ye" Paintings and Prints, 1910年
- 『不昧公印譜』秦慶之助、1917年
- 『北斎改名考』教文館、1922年
- 『浮世絵師人名辞書』 教文館、1923年
- 『古今装剣金工一覧』福島出雲堂、1927年
- 『不昧公遺墨集』1928年
- 『浮世絵師人名辞書（増補）』芸艸堂、1930年
- 『装剣金工談（増補）』津久井書店、1930年
- 『出雲陶窯』島根県教育会、1933年
- 『島根県画人伝』島根県美術協会、1935年
- 『蛙のたはこと』私家版、1937年
- 『勤王儒者内村鱸香先生』鱸香先生顕彰会、1939年
- 『不眛公御印影』私家版、1939年
- 『日本装剣金工史』荻原星文館、1941年
- 『日本装剣金工の研究』大日本教化図書、1944年
- 『松江に於ける八雲の私生活』島根新聞社、1950年